# Tidal (serviço)
TIDAL é um serviço de distribuição digital de música por subscrição que combina áudio com compressão sem perda de dados e vídeos musicais de alta definição. O TIDAL é mais conhecido por ter sido Jay-Z um dos responsáveis pelo serviço. Lançado em 2014 pela empresa pública sueca Aspiro, o programa pode ser usado em computadores com sistemas operativos Microsoft Windows, OS X e MeeGo, além de dispositivos móveis com Windows Phone, iOS e Android. Com mais de 100 milhões de faixas disponíveis e 650 mil vídeos, possui acordos com as três editoras discográficas multinacionais, além das várias independentes. No primeiro trimestre de 2015, a companhia Aspiro foi adquirida por 466 mil coroas suecas (49,5 mil euros) pela Project Panther Ltd., cujo proprietário é Shawn "Jay Z" Carter.
Em março de 2015, sem planos de subscrição gratuitos, o serviço contava com mais de 580 mil utilizadores e operava em 31 países. Além de contar com o material do próprio, é promovido como o primeiro serviço do género detido por cantores e compositores. Em abril de 2015, Tidal já tinha apresentado exclusivos como o vídeo musical de "Die with You", uma canção inédita de Beyoncé, uma prévia do teledisco para "Ghosttown", de Madonna, e a música "American Oxygen", de Rihanna. No Brasil, o Tidal não é muito popular, apesar das expectativas depositadas no serviço. Entre os artistas brasileiros que utilizam o Tidal, Claudia Leitte é um grande destaque; a partir do referido serviço de streaming, suas músicas ganham destaque internacional, o que mostra a grande capacidade do serviço.
Em 2021, o TIDAL foi adquirido pela Block Inc., que é comandada por Jack Dorsey (ex-proprietário da rede social Twitter). Estima-se que a venda custou em torno de US$ 297 milhões de dólares.
No mesmo ano, o streaming lançou o plano grátis (com qualidade MP3), que garante audição musical do acervo completo, mas com inserção publicitária entre as faixas. Assinantes do serviço premium tem acesso ao HiFi (com qualidade de CD) no plano comum e músicas com qualidade de estúdio (Master) no plano HiFi Plus. Assinantes HiFi Plus também conseguem verificar quantos streams deu em 25 artistas e propõe repasse de acordo com os plays, além de direcionar 10% do valor da assinatura àqueles mais escutados.
Durante o primeiro semestre de 2023, a empresa MQA, que fica responsável pelas músicas com qualidade preservada (de estúdio), solicitou sua recuperação judicial. Com isso, o TIDAL começou a migrar para a tecnologia HiRes FLAC. Em julho, no seu aplicativo BETA para iOS (sistema operacional da Apple), as músicas gravadas com qualidade de até 192kHz/24bit começaram a ser disponibilizadas. No mês de agosto, a novidade será liberada para todos os assinantes TIDAL HiFi Plus de outros sistemas operacionais e de áudio.

## Planos oferecidos
O TIDAL dispõe, aos seus usuários, o total de seis planos divididos (Família, Individual e Universitário, sendo dois de cada) em duas subcategorias (HiFi e HiFi Plus). 
| # | Nome do plano                   | Qualidade musical                 | Preço        | Dolby Atmos | Sony 360 Reality Audio | Som com qualidade de CD | Som com qualidade de estúdio | Acesso aos videoclipes dos cantores |
| - | ------------------------------- | --------------------------------- | ------------ | ----------- | ---------------------- | ----------------------- | ---------------------------- | ----------------------------------- |
| 1 | TIDAL HiFi para estudantes      | Qualidade de CD (HiFi)            | R$ 8,50/mês  | NÃO         | NÃO                    | SIM                     | NÃO                          | SIM                                 |
| 2 | TIDAL HiFi Plus para estudantes | Qualidade de estúdio (FLAC / MQA) | R$ 16,90/mês | SIM         | SIM                    | SIM                     | SIM                          | SIM                                 |
| 3 | TIDAL HiFi Individual           | Qualidade de CD (HiFi)            | R$ 21,90/mês | NÃO         | NÃO                    | SIM                     | NÃO                          | SIM                                 |
| 4 | TIDAL HiFi Plus Individual      | Qualidade de estúdio (FLAC / MQA) | R$ 33,80/mês | SIM         | SIM                    | SIM                     | SIM                          | SIM                                 |
| 5 | TIDAL HiFi Família              | Qualidade de CD (HiFi)            | R$ 34,90/mês | NÃO         | NÃO                    | SIM                     | NÃO                          | SIM                                 |
| 6 | TIDAL HiFi Plus Família         | Qualidade de estúdio (FLAC / MQA) | R$ 50,70/mês | SIM         | SIM                    | SIM                     | SIM                          | SIM                                 |

## Recepção da crítica
Micah Peters, do jornal USA Today, listou "3 motivos pelos quais o serviço de Jay Z é estúpido". O artigo focou nos pontos em que o áudio em alta qualidade e sem perdas era promovido de forma "superestimada para um ouvinte com recursos médios". Peters teme que a maioria dos ouvintes não tenha fones de ouvido avançados para distinguir a diferença entre o áudio comum e o de alta-fidelidade (Hi-Fi}. Além disso, o artigo relata que o preço de US$ 20 não é razoável para o mercado de massa.
A artista britânica Lily Allen expressou sua opinião acerca da plataforma por meio de sua conta do Twitter. A cantora afirma que o alto preço do Tidal, aliado à popularidade em massa de coproprietários da plataforma, pudesse resultar no enfraquecimento da indústria musical e no aumento da pirataria. Por conseguinte, afirmou: "Eu amo tanto o Jay Z, mas o Tidal é [tão] caro comparado aos demais serviços de streaming perfeitamente bons.  Ele pegou os maiores artistas e tornou-os exclusivos do Tidal. Pessoas vão se juntar aos sites piratas massivamente." Rebatendo as críticas negativas da plataforma, Jay Z fez um freestyle no evento Tidal X: Jay Z B-Sides, comparando o Tidal com a Apple e a Nike, além de afirmar que o serviço foi fruto de críticas hipócritas.
A decisão de Kanye West de lançar seu álbum The Life of Pablo exclusivamente no Tidal foi avaliada negativamente pelos fãs, ressaltando a possibilidade de promoção da pirataria. Consequentemente, o álbum foi pirateado mais de 500.000 vezes em 17 de fevereiro de 2016. Tempos depois, o álbum foi liberado para os demais serviços de streaming. Em julho de 2017, West rescindiu seu contrato com a Tidal, alegando a dívida de US$ 3 milhões de plataforma. Contrária às recepções negativas da plataforma, Glenn Peoples, da revista americana Billboard, escreveu que o Tidal foi um grande feito para a indústria musical. Na avaliação, afirmou que mercado de streaming dos Estados Unidos precisou de um empurrão devido à alta demanda do serviço de 2014 para 2015. Peoples também notou a ampliação da competição no mercado de streaming como algo positivo, ocasionado uma possível "difusão da inovação". Na crítica, Peoples conclui que um serviço como o Tidal – que promove o pagamento de uma quantia justa de royalties para artistas e compositores – levará a indústria a uma solução mais eficaz de problemas envolvendo os royalties.

## Acusações
Em janeiro de 2017, o jornal norueguês de negócios Dagens Næringsliv relatou o recebimento de documentos internos divulgando a contagem de assinantes menor do que foi anunciada oficialmente anteriormente, tendo 350.000 usuários em setembro de 2015 — contradizendo a alegação de Jay Z de que o serviço tinha um milhão de assinantes — e 850.000 assinantes até março de 2016, ao invés de 3 milhões reivindicados pelo serviço posteriormente.
Em maio de 2018, o mesmo jornal publicou um relatório acusando a plataforma de falsificar intencionalmente os números de streaming para os álbuns The Life of Pablo, de Kanye West, e Lemonade, de Beyoncé. Consequentemente, os royalties eram inflados e pagos às gravadoras correspondentes. O jornal contou com o apoio da Universidade Norueguesa de Ciência e Tecnologia para a aferição dos dados recolhidos. A revista Variety relata que o serviço de música "raramente compartilha seus dados publicamente", sendo "a plataforma exclusiva para ambos os álbuns". No mesmo relatório, cita-se que o álbum de West foi reproduzido 250 milhões de vezes nos primeiros dias de lançamento em 2016, enquanto o serviço contava supostamente com apenas 3 milhões de assinantes. A afirmação, portanto, emite um significado de que cada assinante tocava o álbum completo numa média de oito vezes por dia. Em consonância com a acusação, o álbum de Beyoncé foi transmitido 306 milhões vezes em seus primeiros 15 dias de lançamento em abril de 2016.
Em 15 de maio de 2018, um novo relatório publicado pelo jornal Dagens Næringsliv alegou que a plataforma tem atrasado o pagamento de artistas há pelo menos seis meses. Sveinung Rindal, CEO da Phonofile, uma gravadora subsidiária da Sony, confirmou a existência de atrasos no pagamento às gravadoras. Em consonância, Frithjof Boye Hugnes, CEO da gravadora Propeller Recordings, confirmou que "os pagamentos não são realizados desde outubro [de 2017] e os artistas têm cogitado a retirada de seus trabalhos do Tidal."